# غابرييل رادوكان
غابرييل رادوكان (بالرومانية: Gabriel Răducan)‏ هو لاعب كرة قدم روماني في مركز الهجوم، ولد في 7 نوفمبر 2000 في غالاتس في رومانيا. لعب مع داسيا يونييرا برايلا ودينامو بوخارست ونادي أوتسيلول غالاتسي ونادي أوتيلول ريشيتا.

## وصلات خارجية
- غابرييل رادوكان على موقع قاعدة بيانات كرة القدم.إي يو (الإنجليزية)
- غابرييل رادوكان على موقع Soccerway.com (الإنجليزية)